# Бродерик, Крис
Крис Бродерик (родился 6 марта 1970 года, Лейквуд, Колорадо, США) — американский музыкант, гитарист американской треш-метал-группы Megadeth в 2008—2014 годах. В настоящее время он проживает в Шерман Оакс, Лос-Анджелес, Калифорния. Бывший соло-гитарист и клавишник группы Jag Panzer, с которой он записал четыре альбома: The Age of Mastery, Thane to the Throne (концептуальный альбом на тему Макбета У. Шекспира), Mechanized Warfare и Casting the Stones прежде, чем перешёл в Megadeth, заменив Глена Дровера. Он также был сессионным гитаристом Nevermore во время концертных туров с 2001 по 2003 и затем снова с 2006 по 2007 годы. В 2019 гастролирует Архивная копия от 16 февраля 2019 на Wayback Machine с группой In Flames вместо Никласа Энгелина.

## Ранние годы
Бродерик начал играть на гитаре в 11 лет. Он играл всё от поп-музыки до ритм энд блюза и от классики до джаза. Крис заявил, что, будучи подростком, одним летом занимался музыкой по 14 часов каждый день. Он вставал рано утром, практиковался по пять часов на электрогитаре, по пять на акустике и по два на фортепиано и скрипке. Он отметил, что это больше походило на «рутинную работу», нежели на развлечение.
Он стал выдающимся музыкантом на денверской сцене с 1988 года, участвуя в таких группах, как Grey Haven и Killing Time.
Имеет диплом об окончании Университета Денвера по курсу классической гитары.

### Jag Panzer (1997—2008)
В 1997 году гитарист Джои Тафолла во второй и последний раз уходит из группы Jag Panzer, потеряв всякий интерес к хэви-металу и решив сосредоточиться на исполнении джаза и фьюжна. Для группы это было проблемой, так как гитарные партии Тафоллы были очень сложны и техничны. Оставшиеся участники знали немного гитаристов, способных играть так же. Одним из них был Крис Бродерик — так он и попал в состав Jag Panzer.
Точно неизвестно, откуда участники группы знали Бродерика. По одной версии, они увидели видео презентацию, где он демонстрирует свои навыки игры на гитаре, по другой — Крис был знаком с ритм-гитаристом Jag Panzer Марком Бриоди.
Так или иначе, он был принят с распростёртыми объятиями и пробыл в группе чуть более десяти лет, поучаствовав за это время в записи четырёх альбомов.

### Nevermore (2001—2003, 2006—2007)
Многие ошибочно считают, что Бродерик был постоянным участником группы Nevermore. Но, на самом деле, он являлся сессионным музыкантом, с 2001 по 2003 годы выступая на концертах. После выпуска альбома This Godless Endeavor Крис Бродерик вновь играл с Nevermore на концертах вплоть до своего перехода в Megadeth.

### Megadeth (2008—2014)

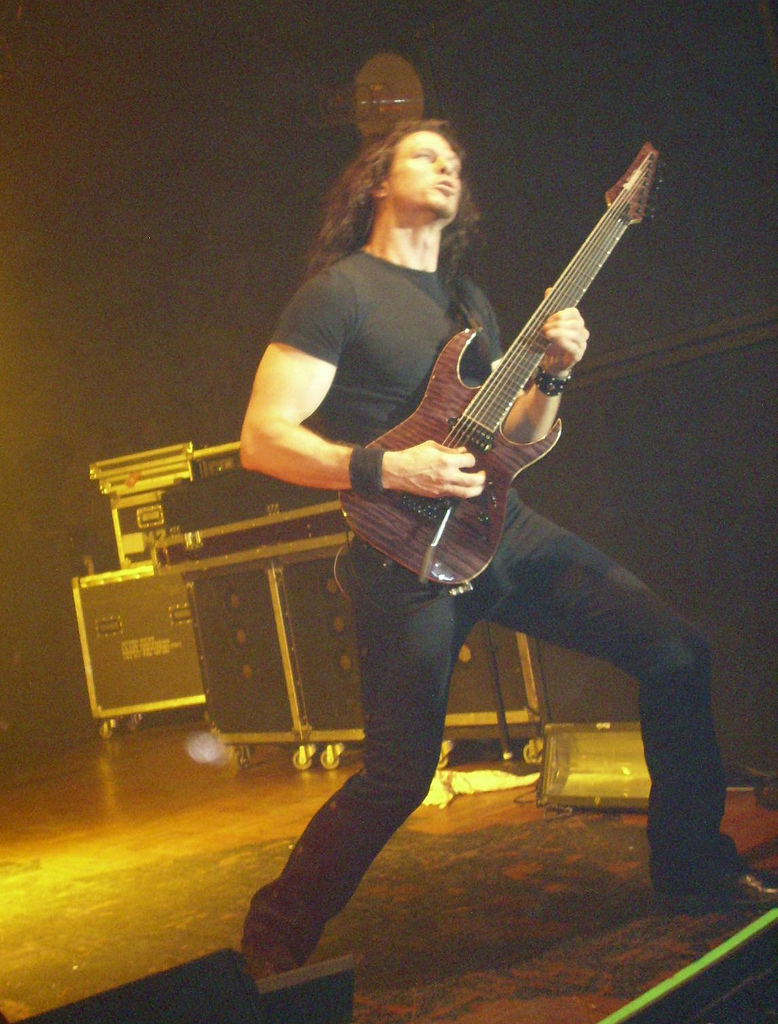
Крис Бродерик в составе Megadeth

В конце 2007 года появились слухи о том, что Глен Дровер собирается уйти из Megadeth. Слухи подтвердились официальными заявлениями самого Глена и фронтмена группы Дэйва Мастейна.
На следующую ночь после этого ударник Megadeth Шон Дровер предложил Мастейну на вакантное место Криса. Он показал видео, где тот играет на электро- и акустической гитаре. Видео презентация произвела на Дэйва определённое впечатление и вскоре появилось официальное заявление о том, что Крис Бродерик вошёл в состав группы.
Его первый концерт в составе Megadeth прошёл 4 февраля 2008 года в Финляндии в рамках тура Gigantour. Первый альбом с его участием — Endgame 2009 года. В связи с переходом в эту группу ему пришлось покинуть Jag Panzer и Nevermore.
Дэйв Мастейн сказал, что его знакомство с Бродериком напомнило ему, как «Оззи Осборн встретил Рэнди Роадса», а 8 марта 2009 года он заявил, что Крис — величайший гитарист группы Megadeth за всю её историю.В конце 2014 года Крис вместе с Шоном Дровером покинул группу по причине музыкальных разногласий.

### Act of Defiance (2014 — настоящее время)
После ухода из Megadeth Крис Бродерик и бывший барабанщик Megadeth Шон Дровер основали Act of Defiance, вместе с бывшим фронтменом Scar The Martyr Генри Дереком Боннером, и Мэттом Бачандом гитаристом Shadows Fall.

## Оборудование
Крис использует оборудование таких фирм как: Jackson Guitars, Ibanez, Engl, Schecter Guitar Research, DiMarzio и Dean Guitars.

## Группы
- Jag Panzer (1997 — 2008)
- Nevermore (2001 — 2003, 2006 — 2007)
- Megadeth (2008 — 2014)
- Act of Defiance (2014 — наши дни)
- In Flames – (2019 — наши дни)

## Дискография

### Jag Panzer
- The Age of Mastery (1998)
- Thane to the Throne (2000)
- Mechanized Warfare (2001)
- The Era of Kings and Conflict (2002)
- Casting the Stones (2004)

### Nevermore
- The Year of the Voyager (2008)

### Megadeth
- Endgame (2009)
- Blood in the Water: Live in San Diego (2010)
- Rust in Peace Live (2010)
- Th1rt3en (2011)
- Super Collider (2013)

### Act of Defiance
- Birth and the Burial (2015)
- Old Scars, New Wounds (2017)

### In Flames
- Foregone (2023)